# Perischoechinoidea
Perischoechinoidea là một phân lớp nhím biển nguyên thủy có nhiều ở các vùng biển thuộc Đại Cổ sinh. Tuy nhiên, phần lớn các loài đã chết trong Đại Trung sinh, vì nhím biển euechinoidea tiến hóa hơn trở nên trở nên phổ biến. Ngày nay, chỉ còn một bộ duy nhất, Cidaroida, còn tồn tại.

## Phân loại
Phân lớp Perischoechinoidea
- Bộ Cidaroida
- Bộ Bothriocidaroida †
- Bộ Echinocystitoida †
- Bộ Megalopoda †
- Bộ Palaechinoida †